# Viburnum dilatatum
Viburnum dilatatum är en desmeknoppsväxtart. Viburnum dilatatum ingår i släktet olvonsläktet, och familjen desmeknoppsväxter.

## Underarter
Arten delas in i följande underarter:
- V. d. nikoense
- V. d. dilatatum
- V. d. hizenense
- V. d. litorale

## Bildgalleri

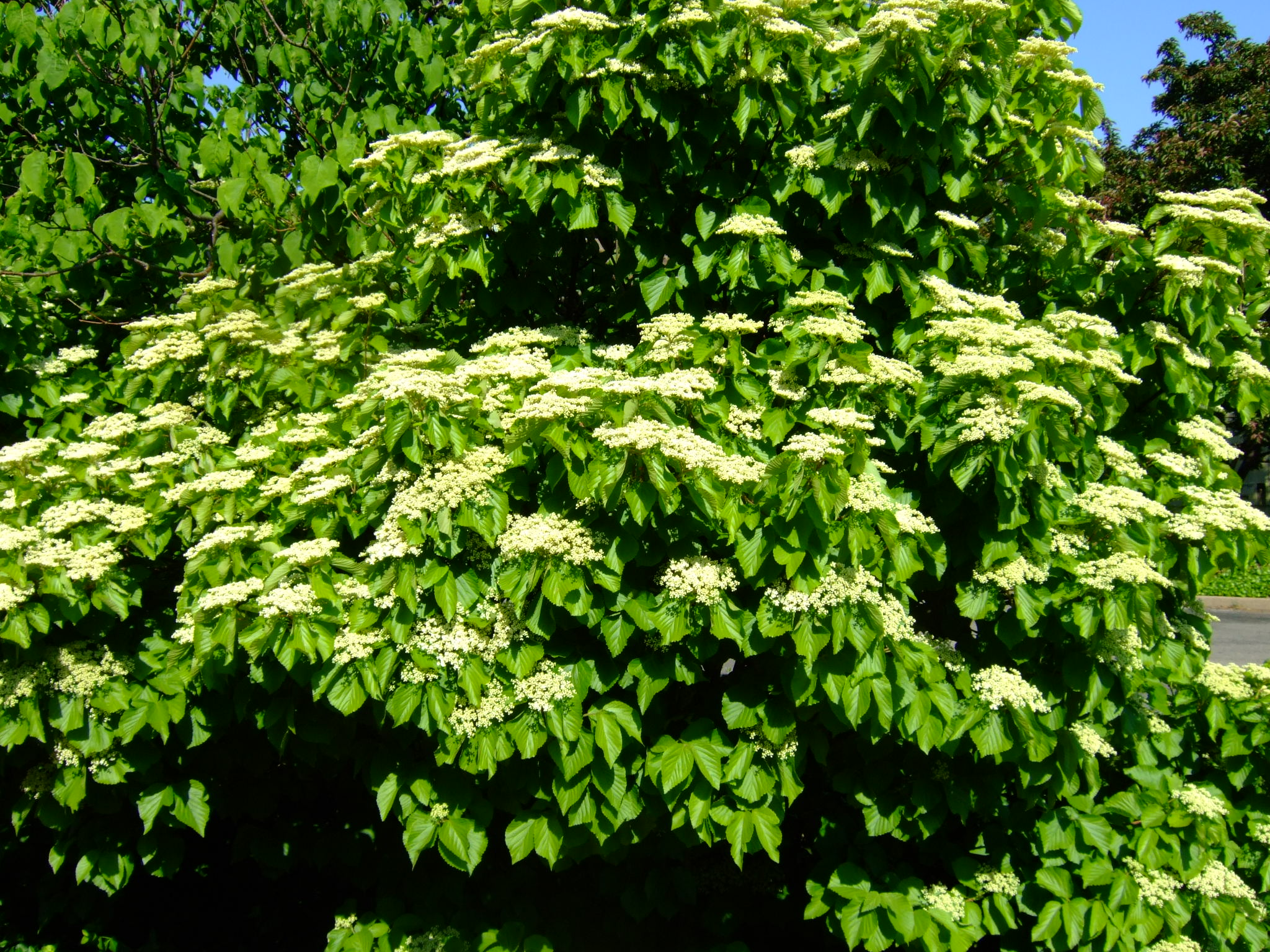
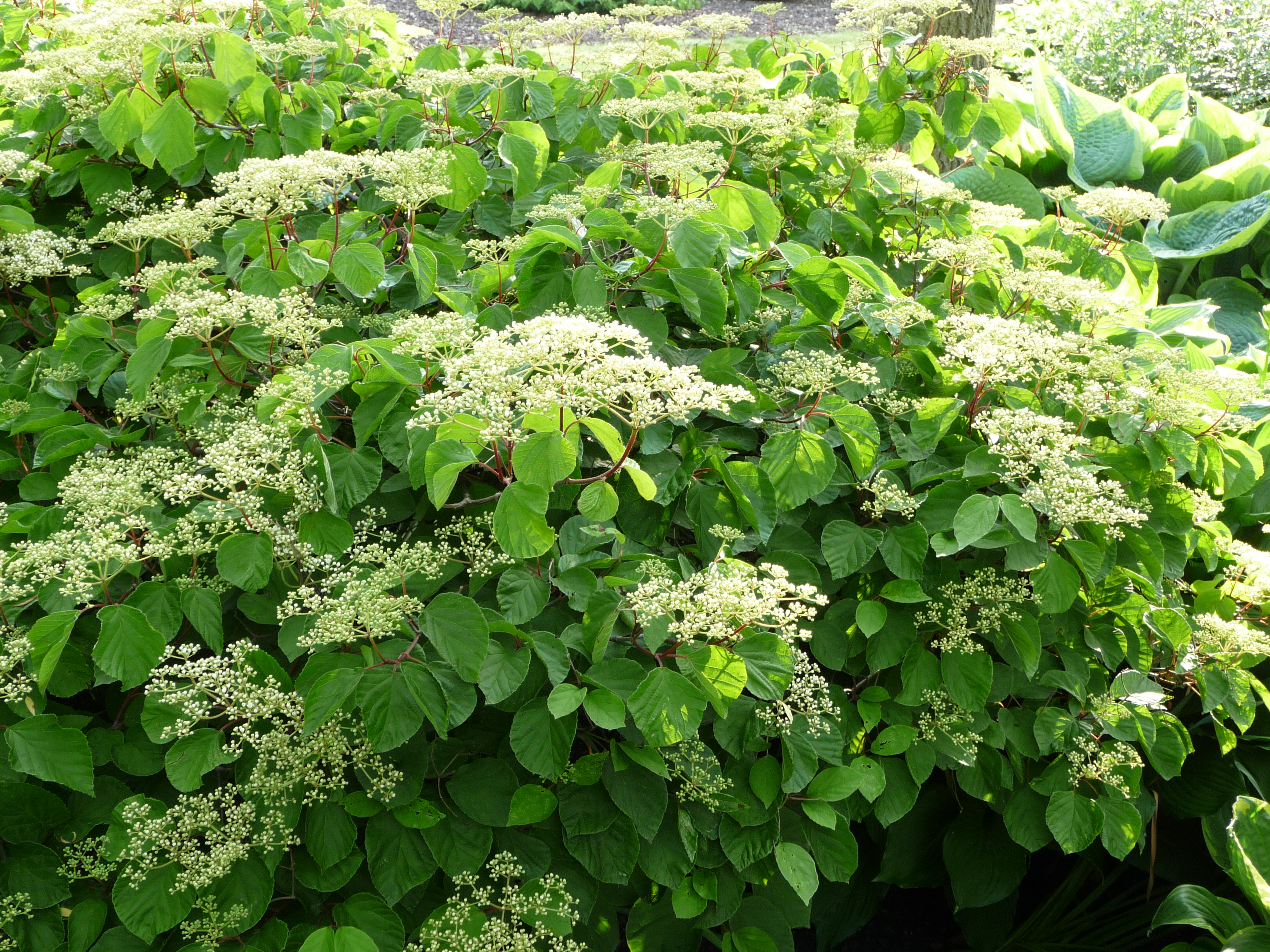
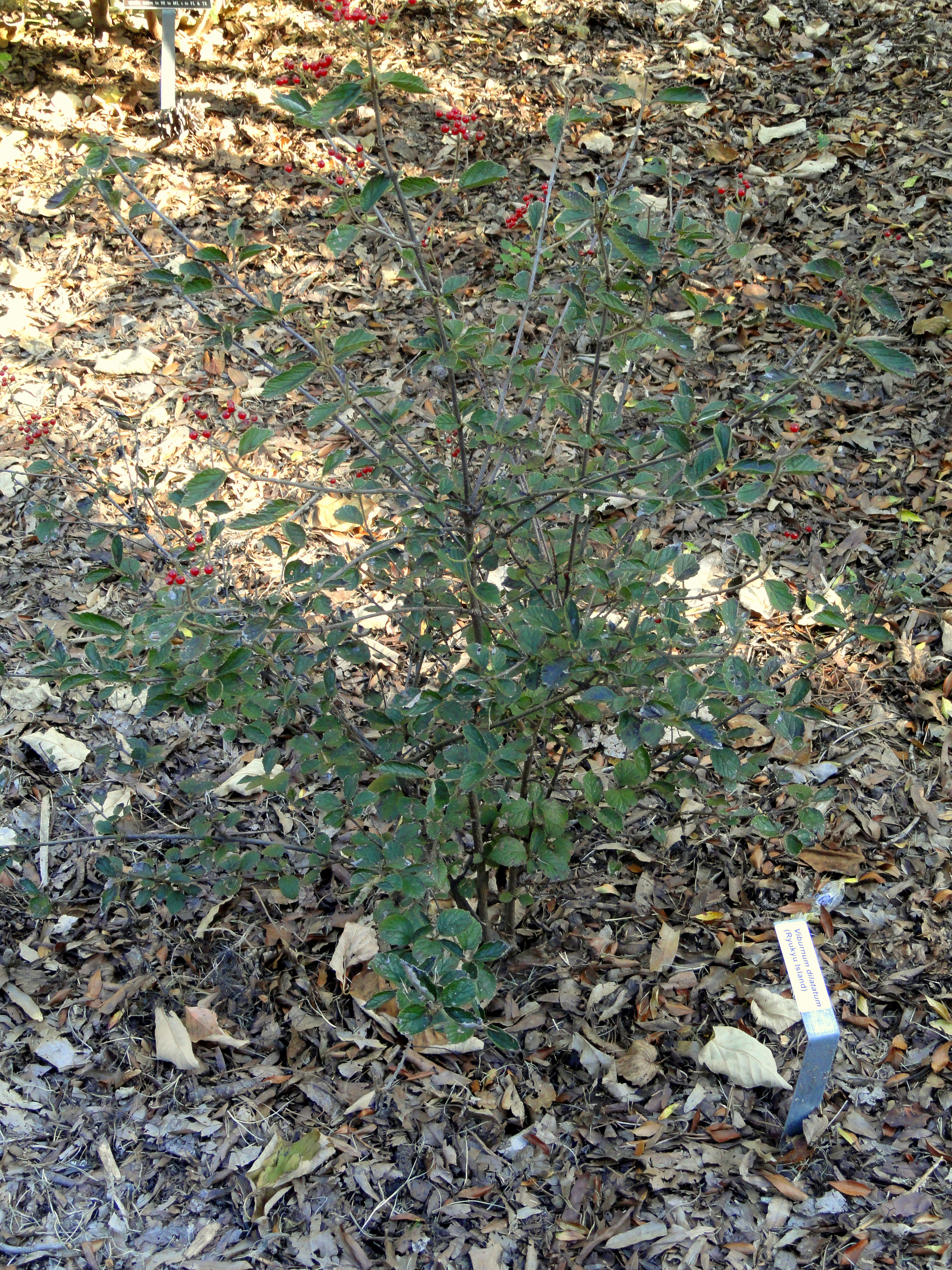
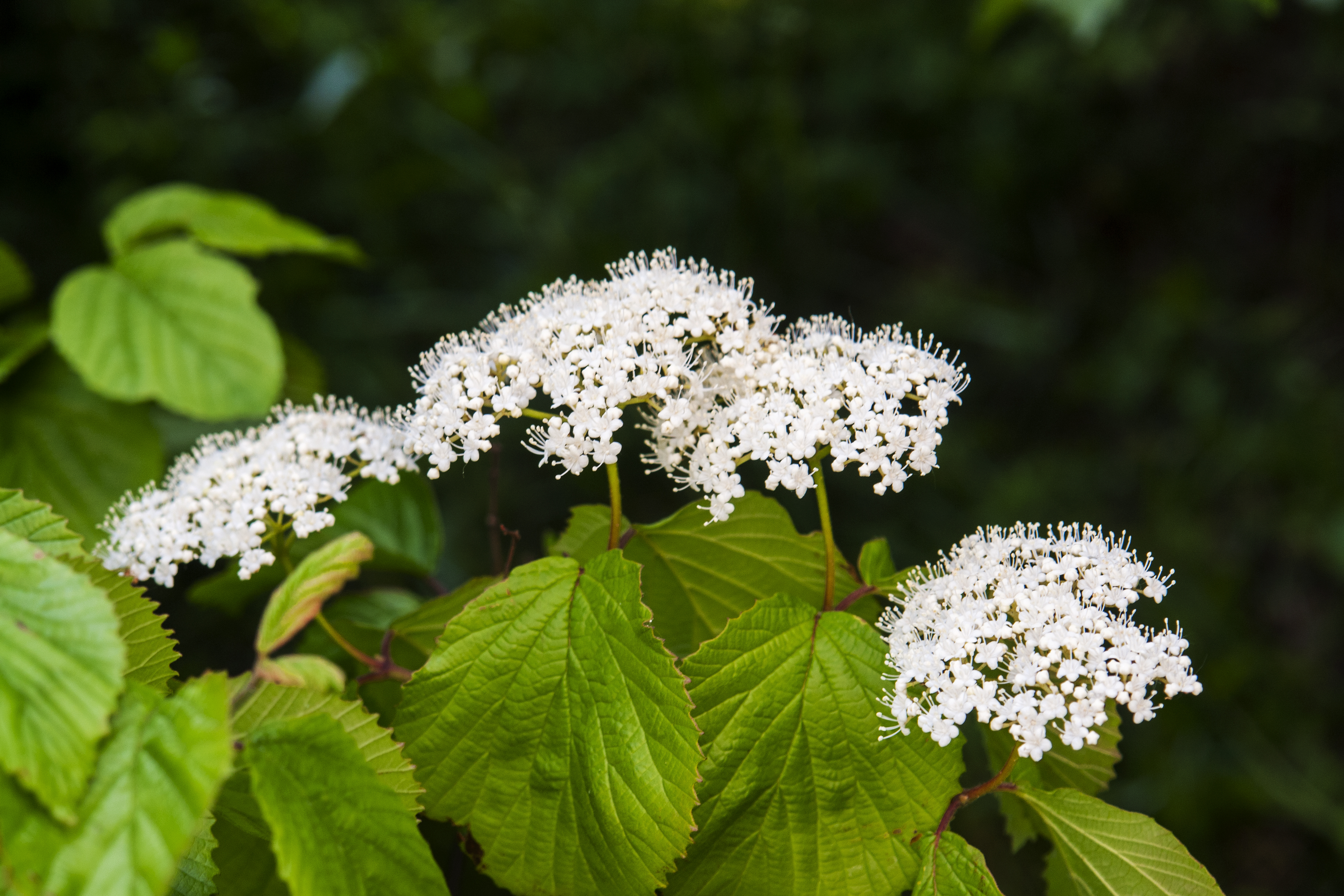
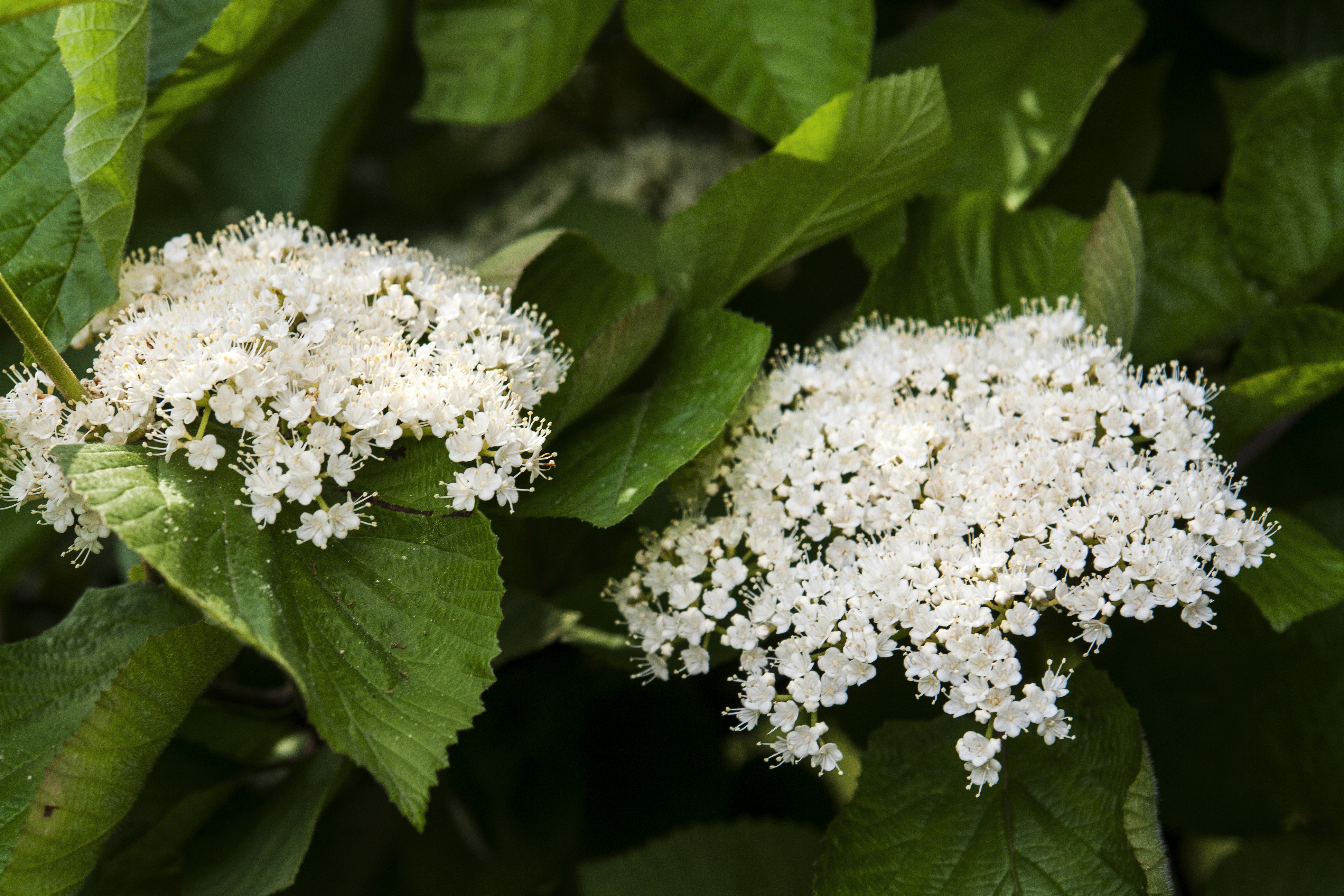
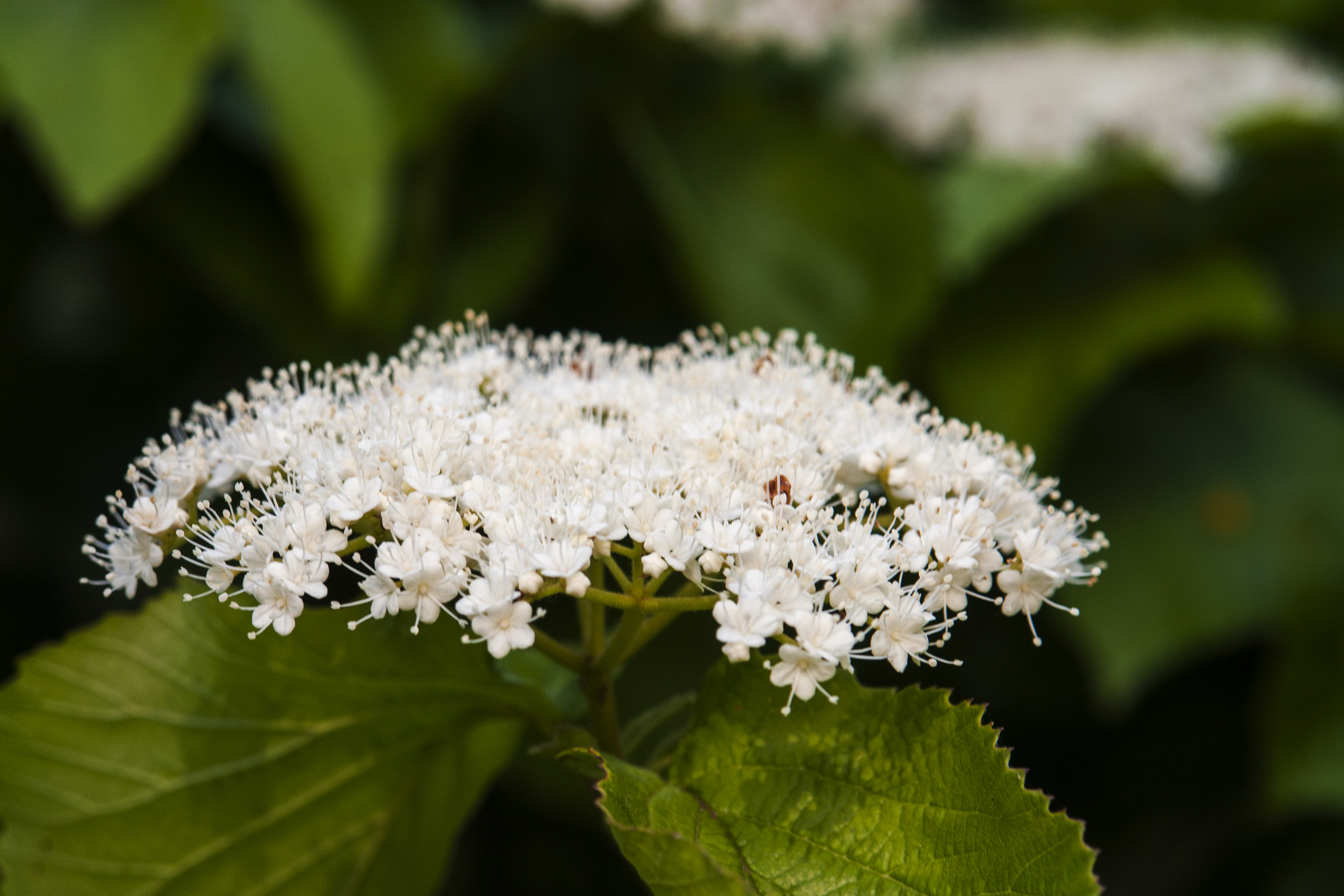